# Себастіян Міхал Тичинський
Себастіян Міхал Тичинський (пол. Sebastian Michał Tyczyński; 1799 — 20 травня 1853, Фалькенберґ) — польський римо-католицький священник, доктор богослов'я, педагог, професор історії церкви, церковного права і богослов'я, ректор Львівського університету (1849—1850).

## Життєпис
Навчався в Ряшеві, Львові і Відні. У 1826 році закінчив богословський факультет Віденського університету і отримав докторат з богослов'я, після чого був помічником префекта і коррепетитором богословського конвікту. Упродовж п'яти місяців виконував обов'язки адміністратора парафії в Гічві Сяноцького повіту, потім став секретарем Перемишльського єпископа.
У 1827 році призначений професором історії церкви і церковного права в приватному інституті для ченців у Кальварії, а в 1829 році, як його керівник, разом з інститутом переїхав до Львова. Викладав моральне, пасторальне (1829) і догматичне богослов'я (1831). У 1834 році пройшов по конкурсу на кафедру церковної історії в Краківському університеті і отримав її 5 травня 1835 року, однак затримався у Львові на посаді суплента догматики, а згодом отримавши професуру, викладав цей предмет до кінця життя.
Помер 20 травня 1853 року в Фалькенберґу Сяноцького повіту.
Написав: «Theses ex universa theologia quas in Caesareo-regia antiquissima et celeberrima scientiarum Universitate Vindobonensi pro consequenda doctoris ss. theologiae laurea publice propugnabit Sebastianus Tyczyński, Dioeceseos Premisliensis E. C. R. convictu presbyter: die 13. mensis Aprilis» (Відень 1826)